# Chris Johnson (cestista 1990)
Christapher Johnson, detto Chris (Columbus, 29 aprile 1990), è un cestista statunitense.

## Palmarès

### Squadra
- Campione NIT (2010)
- Campione NBA D-League (2013)
- Campionato israeliano: 1

Hapoel Holon: 2021-2022
- Coppa di Israele: 2

Hapoel Gerusalemme: 2018-2019, 2024
- Lega Balcanica: 1

Hapoel Holon: 2020-2021
- Coppa di Lega israeliana: 1

Hapoel Gerusalemme: 2023

### Individuale
- MVP National Invitation Tournament (2010)
- All-NBDL All-Rookie Second Team (2013)
- Ligat ha'Al migliore difensore: 2

Hapoel Holon: 2020-2021, 2021-2022
- All-Israeli League Fisrt Team: 2

Hapoel Holon: 2020-2021, 2021-2022
- Basketball Champions League Star Lineup: 1

Hapoel Holon: 2021-2022